# Dún Chaoin
Dún Chaoin (anglisiert Dunquin) ist ein kleiner Ort mit 159 Einwohnern (Stand 2006) im äußersten Westen Irlands. Dún Chaoin liegt im County Kerry an der Westspitze der Dingle-Halbinsel am Slea-Head-Drive. Der Ort ist, abgesehen von einigen kleineren Inseln, der westlichste Ort Irlands und auch Großbritanniens. In Dún Chaoin befindet sich auch der westlichste Pub Europas.
Die irische Bezeichnung Dún, anglisiert auch Doon, mit der Bedeutung „Befestigung“ geht hier auf eine ausgegangene bronze- oder eisenzeitliche Anlage aus Trockenmauerwerk zurück. Dún Chaoin liegt in einer Gaeltacht-Region.

## Persönlichkeiten
Dún Chaoin ist als Geburtsstätte der irischsprachigen Autorin Peig Sayers berühmt. Vom Ort aus hat man einen atemberaubenden Ausblick auf die Blasket Islands; Peig Sayers heiratete auf die Great Blasket Island und schrieb das Buch "An old woman's reflections". Ihre Grabstätte ist auf dem Friedhof zu finden, der an der Straße von Dunmore Head aus nach Dún Chaoin liegt.
Zu weiteren bekannten Bewohnern zählte Tomás Ó Criomhthain, der 1856 auf der Great Blasket geboren wurde und dort 1937 starb. Er schrieb 1926 das Buch „An tÓileanach“ (The Islandman – Die Boote fahren nicht mehr aus), das 1937 in Dublin erschien. Darin beschreibt er autobiografisch in gälischer Sprache das beschwerliche Leben der Inselbewohner. Das Buch wurde später von Robin Flower, einem seiner Vertrauten, ins Englische übersetzt. Der wohl markanteste Satz erscheint im Epilog: “…for the like of us will never be again” (Leute wie uns wird es nie wieder geben). Sein Grab findet man auf dem Friedhof unterhalb der kleinen Kirche in Dún Chaoin.

## Verkehrsanbindung
Dún Chaoin liegt am Slea Head Drive, einer Panoramastraße im Westen Dingles. An einigen Tagen in der Woche wird der Ort von einer Buslinie bedient, die Verbindungen nach Daingean Uí Chúis (Dingle) und in benachbarte Dörfer bietet.

## Sehenswürdigkeiten
Von Dún Chaoin aus besteht eine Fährverbindung zu den Blasket Islands, die bis in die 1950er Jahre bewohnt waren. Ein Museum im Dorf, das Blasket Heritage Centre, erzählt die Geschichte dieser Inseln sowie der irischen Schriftsteller, die das harte Leben der Inselbewohner beschrieben haben. Außerdem sehenswert ist das Schulhaus, das für den Film Ryans Tochter (Originaltitel Ryan's Daughter) gebaut wurde; David Lean drehte den Film 1969.
Das eigentliche Schulhaus ist ein sehr kleines Haus und hat lediglich zwei Klassenräume; die Unterrichtssprache ist irisch.